# Thoropa
Thoropa é um gênero de anfíbios da família Cycloramphidae.
As seguintes espécies são reconhecidas:
- Thoropa lutzi Cochran, 1938
- Thoropa megatympanum Caramaschi & Sazima, 1984
- Thoropa miliaris (Spix, 1824)
- Thoropa petropolitana (Wandolleck, 1907)
- Thoropa saxatilis Cocroft & Heyer, 1988
- Thoropa taophora (Miranda-Ribeiro, 1923)